# Poecilotheria vittata
Poecilotheria vittata (Syn.: Poecilotheria pederseni) bewohnt die tropischen, immergrünen Trockenwälder im Süden Sri Lankas und gehört zur Gattung Poecilotheria der Vogelspinnen. Die Art wird lokal, wie auch einige andere Arten, „Divimakulawa“ oder „Diamakulu“ genannt. Das Artepitheton „vittata“ stammt aus dem Lateinischen und bedeutet „gebändert“. Es bezieht sich wahrscheinlich auf die zahlreichen schwarz-weißen Bänder der Beinen, die zur typischen Zeichnung der Tiere gehören.

## Verbreitung und Lebensraum
Poecilotheria vittata ist in den tropischen, immergrünen Trockenwälder im Südosten Sri Lankas beheimatet, welche vielerorts durch anthropogene Einflüsse zu baumreichen Savannen degradiert wurden. Gabriel et al. geben auch die Region um Galle im Süden Sri Lankas als natürliches Verbreitungsgebiet an. Poecilotheria vittata bewohnt in Sri Lanka hauptsächlich das Tiefland und kommt von der Küste bis in Höhenlagen von ca. 100 m vor. Das Verbreitungsgebiet zeichnet sich durch ein tropisches, bixerisches Klima (je eine Regenzeit im Sommer und im Winter) mit nur geringfügigen Temperaturschwankungen aus. Die Jahresdurchschnittstemperatur liegt bei etwa 28 °C während der Jahresniederschlag nur ca. 1000 mm beträgt. Trotz der zwei Regenzeiten im Jahr ist das Klima durch die gleichmäßig hohen Temperaturen und die geringen Niederschläge als eher trocken zu bezeichnen.
Die Bäume in den teils recht dichten immergrünen Trockenwäldern bilden stellenweise beachtliche Wälder mit bis zu 20 m Höhe. In Regionen mit degradierter Vegetation finden sich Baumsavannen mit unterschiedlich großen Baumgruppen und immergrünes Buschland. In kleinen Baumgruppen kann jeder Baum von einer oder mehreren Vogelspinnen bewohnt sein.
Ihr Lebensraum überschneidet sich, sofern die Angaben zur Verbreitung von Poecilotheria vittata von Gabriel et al. stimmen, im Südwesten lediglich mit Poecilotheria ornata. Poecilotheria vittata ist trotz der fortschreitenden Degradierung der Trockenwälder nicht vom Aussterben bedroht, da sie sich durch ihre hohe Anpassungsfähigkeit (Kulturfolger) schnell in den veränderten Lebensräume etabliert und z. B. mit dem Yala-Nationalpark einen über 1500 km² großen Rückzugsort hat.

## Merkmale

### Größe
Die Weibchen erreichen eine Körpergröße (Ansatz der Beißklauen bis zu den Spinnwarzen) von 6 bis 7 cm. Die Männchen bleiben mit einer Körpergröße von ca. 4 cm deutlich kleiner und sind im Verhältnis wesentlich zierlicher und langbeiniger gebaut als die weiblichen Tiere (Geschlechtsdimorphismus).
Der von Reginald I. Pocock 1895 beschriebene Holotypus (Männchen) hat eine Länge von 34 mm. Der Carapax ist 17 mm lang und 15,2 mm breit. Das Laufbein I misst 72 mm, das Laufbein II 63 mm, das Laufbein III 57 mm und das Laufbein IV 66 mm. Der Metatarsus von Laufbein I ist 17,8 mm und der von Laufbein IV ist 17 mm lang. Außerdem misst die Tibia von Laufbein IV 15 mm.
Da es sich bei dem Holotypus lediglich um ein Männchen handelt, werden nachfolgend noch die Größenangaben des von Peter J. Kirk 2001 beschriebenen weiblichen Holotypus für Poecilotheria pederseni Kirk, 2011, einem anerkannten Synonym für Poecilotheria vittata, aufgeführt.
Der Carapax ist 24 mm lang und 20 mm breit. Das Opisthosoma misst eine Länge von 26 mm und eine Breite von 16 mm. Die Cheliceren sind 8 mm lang. Der Augenhöcker ist 1, 7 mm lang und 4 mm breit. Die Länge der Laufbeine setzt sich wie folgt zusammen:
- Laufbein I: Femur – 19 mm, Patella – 10 mm – Tibia – 16 mm, Metatarsus – 17 mm, Tarsus – 10 mm, Total – 72 mm
- Laufbein II: Femur – 17 mm, Patella – 9 mm – Tibia – 18 mm, Metatarsus – 14 mm, Tarsus – 10 mm, Total – 68 mm
- Laufbein III: Femur – 13 mm, Patella – 7 mm – Tibia – 11 mm, Metatarsus – 16 mm, Tarsus – 9 mm, Total – 56 mm
- Laufbein IV: Femur – 16 mm, Patella – 8 mm – Tibia – 14 mm, Metatarsus – 17 mm, Tarsus – 9 mm, Total – 64 mm

### Zeichnung
Die dorsale Zeichnung auf dem Carapax und den Extremitäten ähnelt stark der von Poecilotheria fasciata, wobei adulte Weibchen bei dieser Art heller gefärbt sein sollen als die adulten Tiere von Poecilotheria vitatta. Die Färbung der adulten Weibchen setzt sich aus kontrastreichen Weiß- und Grautönen sowie schwarzen Feldern und Linien zusammen. Der zentrale, weiße Fleck auf dem Carapax wird von zwei schwarzen Längsstreifen begrenzt, die am Augenhügel zu einer sogenannten „Maske“ zusammenlaufen. Auf den Laufbeinen wechseln sich gräulich-weiße mit schwarzen Zeichnungselementen ab. Die Taster hingegen sind meist weniger kontrastreich gezeichnet. Männchen und Nymphen sind recht einheitlich dunkelgrau gefärbt, wobei Nymphen anfänglich noch das typische, kontrastreiche Muster aufweisen, welches bei den reifen Männchen fast vollkommen verschwindet. Ab ca. 3 cm Körperlänge können bei den Nymphen Weibchen von Männchen unterschieden werden.
Die ventrale Seite der Laufbeine der adulten Tiere unterscheidet sich deutlich von jener der eingangs erwähnten Poecilotheria fasciata und ist mitunter das einzige wirklich sichere Unterscheidungsmerkmal zwischen den beiden Arten. Im Gegensatz zu Poecilotheria fasciata weist Poecilotheria vittata nämlich keine schwarz-gelbe Zeichnung (Aposematismus) unter den Laufbeinen I und II auf, sondern zeigt lediglich kontrastreiche schwarz-weiße Zeichnungselemente. Als weiteres Unterscheidungsmerkmal kann auch der für Poecilotheria vittata typische Keilfleck auf der Unterseite des Femurs des Laufbeines IV herangezogen werden, da dieser bei Poecilotheria fasciata fehlt. Jedoch ist zu beachten, dass dieses Merkmal innerhalb der Art nicht komplett stabil ist und somit unterschiedlich stark ausgeprägt sein kann. So findet man z. B. bei einigen Exemplaren anstelle eines Keilflecks einen durchgehenden schwarzen Strich, der bis zum nächsten schwarzen Zeichnungselement führt.
Die Spinnen besitzen auf der Oberseite des Opisthosomas einen weißen oder gräulichen, eichenblattartigen Fleck (Folium), der beiderseits von einer Streifenmusterung umgeben ist und an Tigerstreifen erinnert. In der Mitte des Foliums verläuft in Längsrichtung meist eine dunklere Linie. Die Unterseite ist dunkelbraun bis schwarz gefärbt.

## Lebensweise
Die Tiere kommen insbesondere in Habitaten mit einzelnen Baumgruppen (Savannen) in teils sehr hohen Populationsdichten vor. Die Spinnen jagen meistens nachts und befinden sich tagsüber in ihren Wohnröhren, in der sie die Temperatur und Luftfeuchtigkeit sehr stabil halten können und somit der Mittagshitze entgehen. Sie erbeuten baumbewohnende Insekten und Reptilien, die sich in der Nähe ihres Gespinstes aufhalten. Die Jungspinnen entfernen sich bereits in einem sehr jungen Nymphenstadium (ca. 1,5 cm Körpergröße) entfernen von der Mutter und ihren Geschwistern.

## Fortpflanzung
Die Verpaarung findet in den Abendstunden der Regenzeit statt und verläuft bei gutem Ernährungszustandes des Weibchens meistens friedlich. Erst zur Trockenzeit bauen die Weibchen Kokons, die oft über 200 Eier beinhalten. Aus den Eiern schlüpfen bereits nach ca. vier Wochen die sogenannten Prälarven, die durch ihr dottergefülltes Opisthosoma fast völlig bewegungsunfähig sind. Eine Häutung in ein zweites Prälarvenstadium, wie bspw. bei Poecilotheria metallica, findet nicht statt. Nach weiteren drei Wochen erreichen sie das Larvenstadium, in dem sie vollständig bewegungsfähig sind und mit Hilfe der Mutter den Kokon verlassen können. Die Larven nehmen jedoch noch keine externe Nahrung auf. Nach etwa drei Wochen im Nest der Mutter häuten sich die Larven zu komplett selbstständigen Nymphen. Das Nest wird, wie bereits erwähnt, meist schon in einem frühen Nymphenstadium verlassen. Die jungen Nymphen zeigen im Nest keinen verstärkten Kannibalismus wie es z. B. bei Poecilotheria ornata der Fall ist.

## Systematik
Die Erstbeschreibung von Poecilotheria vittata erfolgte 1895 durch Reginald I. Pocock auf der Basis eines einzelnen Männchens. Da keine Sammlungsdaten für das Exemplar zur Verfügung standen, war das Verbreitungsgebiet für dieses Taxon lange Zeit unbekannt.
Der Holotypus wurde später von Peter J. Kirk mit weiblichen Exemplaren von Poecilotheria striata Pocock, 1895 verglichen, wobei er, trotz der fehlenden gelben Zeichnungselemente, eine Übereinstimmung der ventralen Zeichnung der Laufbeine feststellte und das Taxon mit Poecilotheria striata Pocock, 1895 im Jahr 1996 synonymisiert.
Im Jahr 2001 beschrieb Kirk dann Poecilotheria pederseni anhand einer Beschreibung der ventralen Zeichnung der Laufbeine III und IV. Gabriel et al. erkannten 2013 bei einer erneuten Untersuchung des Holotypus von Poecilotheria vittata, dass der Holotypus, genau wie Poecilotheria pederseni, Keilflecken auf der Unterseite der Femora III und IV aufweist. Diese Keilflecken wurden von Pocock und Kirk nicht erkannt, da der zur Konservierung verwendete Alkohol die Tiere wahrscheinlich so stark ausgebleicht hatte, sodass die Keilflecken außerhalb des Alkohols durch die schnelle Trocknung des Materials nicht sichtbar waren. Erst durch die Betrachtung unter UV-Licht konnten diese Keilflecken auch außerhalb des Konservierungsgefäßes sichtbar gemacht werden. Durch diese Erkenntnis und den nicht vorhandenen Aposematismus wurde die Synonymisierung von Poecilotheria vittata mit Poecilotheria striata schließlich hinfällig, da morphologische Unterschiede zwischen den beiden Taxa vorliegen. Da die Untersuchung zeigte, dass es keine morphologischen Unterschiede zwischen Poecilotheria vittata und Poecilotheria pederseni zu geben scheint, wurde Poecilotheria pederseni gemäß der Nomenklaturregeln mit Poecilotheria vittata synonymisiert und Poecilotheria vitatta erlangte wieder den Artstatus.
Aufgrund der ähnlichen dorsalen Zeichnung, den nahezu identischen ökologischen Ansprüchen und dem ähnlichen bau der Stridulationsorgane ist eine nahe Verwandtschaft von Poecilotheria vittata zu der im Norden Sri Lankas vorkommenden Poecilotheria fasciata sehr wahrscheinlich. Anhand der ähnlichen ventralen Zeichnungsmuster der Hinterbeine wäre auch eine nähere Verwandtschaft zu Poecilotheria ornata nicht undenkbar.

## Terrarienhaltung
Die Tiere werden wegen ihres schönen Aussehens vermehrt in Terrarien gehalten und nachgezüchtet. Empfohlen ist eine ganzjährige Haltung bei einer Tagestemperatur von ca. 28 °C und einer relativen Luftfeuchtigkeit von ca. 70 %. Die Maße des Terrariums sollte für adulte Weibchen die Maße 20 × 30 × 40 (L × B × H) nicht unterschreiten. Zur Nachzucht können gut genährte Weibchen jederzeit nach einer Häutung verpaart werden. Bei einer Nachzucht im Terrarium ist darauf zu achten, dass es nach dem Bau des Kokons nicht zu feucht ist, da sonst das Muttertier meistens den Kokon auffrisst. Daher empfiehlt sich eine Nachahmung der Trockenzeit zur Zucht. Die Nymphen können im ersten Lebensjahr in kleineren Gruppen gehalten werden, obwohl dies nicht dem natürlichen Verhalten der jungen Nymphen entspricht. Eine ausreichende Fütterung ist dabei jedoch unabdingbar.